# حصن فرزين
حصن فرزین أو قلعة فرزين حصن تقع في بين همدان وأصفهان وعلى بعد ثلاثين فرسخ من همدان. موقعها الجغرافية جعل الحصن ملاذ الفارين من الحكومات والأعداء. حاليا تقع أنقاضها في ناحية أليغودرز. جاء اسم الحصن في تاریخ جهانگشاي من عطاء ملك الجويني.
محمد خوارزم شاه الثاني واحد من الذين لجئوا إلى هذا الحصن. السلطان محمد لجأ إلى هذا الحصن أثناء الغزو المغولي لخوارزم.